# Los (Suède)
Pour les articles homonymes, voir LOS.
Los est un village suédois, située dans la commune de Ljusdal, dans le Comté de Gävleborg. Il comprend 387 habitants en 2010.
Un cratère large de huit kilomètres sur Mars porte officiellement le nom de ce village depuis 1979. Le cratère se trouve à 35.4N et 76.3W sur la surface martienne.